# Engelsk fetknopp
Engelsk fetknopp (Sedum anglicum) är en art i familjen fetbladsväxter från Europa.
Är en städsegrön, hårlös flerårig ört, 7–8 cm hög. Bladen är strödda, äggrunt elliptiska, mycket tjocka, 4–5 mm, gröna och ofta med rödaktig anstrykning. Blommorna är vita till rosa, cirka 1 cm i diameter. Kronbladen är lansettlika.

## Synonymer
subsp. anglicum
Sedum anglicum Hudson
Sedum hudsonianum Lange nom. illeg.
Sedum rubens Oed. nom. illeg.
subsp. pyrenaicum   (Lange) Laínz 
Sedum pyrenaicum Lange